# 総会屋
総会屋（そうかいや）  とは、日本において株式会社の株式を若干数保有し株主としての権利行使を濫用することで会社等から不当に金品を収受、または要求する者および組織を指す。
別名として「特殊株主」「プロ株主」などがある。英語に翻訳する際は「違法行為で金もうけをする人」「ゆすり・たかりを働く人」を意味する "racketeer（日本語音写例：ラケティア、ラケッティア）" を代用するほか、"corporate democrat"、"corporate extortionist"、"corporate gadfly"、"corporate racketeer"、"extortionist" などの用例がある。
「総会屋」は、その名のとおり、株主総会の活性化を阻害する存在であるが、1981年（昭和56年）、1997年（平成9年）の2度の商法改正により、その活動が従来より制約された。2006年5月1日に施行された会社法では、株主の権利の行使に関する利益の供与（会社法第120条）として規制されている。

## 概要
企業の株を保有して株主総会で質問などをし、コンサルタント料や雑誌などの購読料などで企業から金銭を受け取る。大きく分けて2種類存在し、少しの株式を持って会社にとって不利益な発言をするもの、企業が報酬を支払い、ほかの株主を威圧して発言をできなくさせて不当に利益を得ようとするものに分けられる。

## 類型
進行係（与党総会屋）
リハーサルからサクラとして参加し、会社の説明に「原案賛成」「異議無し」「議事進行」の立場で進行を図る者。万歳屋、進行屋などがある。三本締めで総会を終わりとする、無風の「シャンシャン総会」にさせるのが仕事。但し、会社側の態度や対価によっては、総会荒らしに転じる危険も有する。総会屋の司令塔である。
会社ゴロ（野党総会屋）
総会で無意味な発言や質問、スキャンダルに関する質問を繰り返し、議場を混乱させることで己の存在を認めさせた上で、その行為を止める事への「対価」として利益を得ようとする者。
嫌がらせのタイプも幾つかあり、幹事総会屋の下に、攻撃屋、防衛屋、仲裁屋と役割分担し台本を書いて動く者を始め、無意味な株式分割で他の総会屋を呼び寄せる者（分割屋）や、噂をばら撒いて企業の信用を毀損する行為を行う者（事件屋）などが居る。与党総会屋になる者も存在する。
新聞屋（出版屋、雑誌屋、通信社など）
総会屋とブラックジャーナリストの中間に位置し、新聞や雑誌を発行する。
新聞ダイジェストだけの季刊雑誌が多い。しかし、月刊誌や業界紙として比較的知名度が高く、一般書店で扱われたものも存在した。1960年代、70年代の学生運動全盛期に隆盛となった雑誌が多い。
政治ゴロ
売名目的でのみ立候補し、政治資金の名目で企業から協賛金を強請るが、実際には選挙運動を殆ど行わない右翼系泡沫候補に多い。NPOなどの肩書を隠れ蓑にする社会運動標榜ゴロや、えせ同和なども同類。
倒産ゴロ
企業倒産に付け込み、或いは偽計を用いて経営陣に倒産を促し、倒産企業の資産を安く買い叩いたり資本参加して会社を乗っ取る者。破産管財人等の弁護士とも密接に連携し行動する。管財人が、倒産ゴロのために資産を温存し債権者に不利益を与える事もある。実力者になると政治家等とも連携し、裁判所に対しても一定の影響力を持つといわれている。
特許ゴロ
パテント・トロールとも呼ばれ、特許・商標・ドメイン名等を使用企業に先立ち、不正に取得して金銭を得ようとする者。弁護士崩れや弁理士崩れと反社会的勢力の連携が存在する。

## 総会屋の歴史
弁護士の花井卓蔵は大正初期、買占め等により会社の支配権を争奪する事例が増えた実務界で攻防両者とも法理論と実務に通じた総会協力者が必要になると考え、久保祐三郎に総会運営を研究するように勧めたと言われる。同時期に洲崎の武部申策は郷誠之助が用心棒を依頼した事を端としてガス、電力会社の総会に自ら足を運び、又は自分の影響下にある田島将光のような人間を出席させている。森川哲郎『総会屋』によると当時の総会屋は業界全体でも150人程度しかおらず会社も儀礼の金銭を渡すだけだったとされる。
世間の注目を浴びたのは財閥解体後で「白木屋」騒動、「東洋電機カラーテレビ事件」、近江絹糸総会は総会と同様裁判の行方が関心事とされた。御家騒動、乗っ取りなどの事件に介入して知恵を授けたり裏面工作をする黒幕としては戦前からの「大物」として久保、田島の名が高く久保の没後は右翼の児玉誉士夫
に師事する一派が台頭したとする説がある。1960年代より小川薫や論談同友会など暴力的な広島グループが世間をにぎわせた。また総会屋の用心棒として周辺にいた暴力団が次第にノウハウを吸収、構成員や関係者を総会へ進出させた結果1970年代の最盛期にはプロ株主の大部分が暴力団関係者とされた。
有名な人物としては住吉連合副会長で小西組組長の小西保、住吉連合特別参与で音羽一家総長の木村秀二、山口組系白神組組長（八紘会）の白神英雄、初代松葉会総務。で全日本愛国者団体会議の重鎮としても知られる志賀敏行、同じく松葉会の中野喜三郎、右翼の荒原朴水（辛亥会）や武井日進と連携した万年東一、高橋金治、森永正彦の大日本一誠会等枚挙に暇がない。1970年代後半には総会屋の推定人数は8,000人を越えたとされる。
1978年、警視庁は増加する総会屋対策として組織暴力犯罪取締本部を設置。総会屋が主催するゴルフコンペやセミナー、観劇会に対して中止勧告を行ったほか、企業に対しても出席を自粛するよう呼びかけを行った。
警察庁によると全国で総会屋として活動しているのは2023年末現在約150人、1983年の約1700人から40年弱で約10分の1までになった。

## 法規制の沿革
法による規制は1981年（昭和56年）の商法改正以前と以後に大別できる。
同年以前は総会屋に対して商法494条（当時）の『株主が株主総会で株主権の濫用をすることにより他の株主の発言や議決権の行使を妨害するように依頼をする［不正の請託］が商法違反にあたる』とする規定が存在していた。1962年（昭和37年）の東洋電機カラーテレビ事件はモデルケースの一つである。
1981年（昭和56年）の商法改正は、総会屋に関していえば端株主を株主総会から締め出す案が立法化され、「不正の請託」であるかないかを問わず、株主の権利行使に関して会社の財産を支出した時点で刑事罰の対象とする点が注目された。単位株導入、利益供与禁止制度の新設がその柱である。
1982年（昭和57年）10月1日に改正商法が施行されると、単位株制度は実際に多くの総会屋を株主総会から閉め出し、会社から総会屋への対策費などの支出も減少したが、生き残りをかけた総会屋の活動も活発になる。1984年（昭和59年）1月30日に行われたソニーの株主総会では、12時間30分という記録的な「マラソン総会」となり、「総会屋は死なず」という衝撃を世間に与えた。
しかし、総会屋排除の気運は、もはや時代の要請でもあり、書面による株主の質問への一括回答方式、権限が拡大された議長が運営の主導的な立場を打ち出すという、地道な努力を続ける企業が確実に増えていた。一方で総会屋との水面下の交際（雑誌購読費や海の家提供名目）が続いている企業（髙島屋、味の素、松坂屋、三菱自動車工業、西武鉄道）も依然としてあり、そんな中、商法改正と同じ年の1997年（平成9年）に、第一勧業銀行と四大証券会社（野村証券、大和証券、日興証券、山一証券）が総会屋に利益供与していた小池隆一事件が発覚、報道された。
この件で、警察・検察は、企業の取締役にも峻烈とも思える厳しい態度で臨んだ結果、狭い業界内部で情報が漏れる危険を犯しながら、総会屋との交際を続けようとする企業も激減、一連の総会屋利益供与事件を契機に、商法が再改正され、会社に利益を要求しただけで犯罪となる「利益供与要求罪」が新設された。
上場企業の多くは株式持ち合い保有をやめており、外国資本が参入した証券界では、証券取引の監査組織や監査法人が「法令遵守を上場企業に求める」という時代になっている。

## 総会屋の勢力
警察庁の統計では、2023年（令和5年）現在の総会屋の人数は150人となっている。なお、この統計でいう総会屋の定義は、「単元株を保有し、株主総会で質問、議決等を行うなど株主として活動する一方、コンサルタント料、新聞・雑誌等の購読料、賛助金等の名目で株主権の行使に関して企業から利益の供与を受け、又は受けるおそれがある者」である。